# Buick Modell 6A
Der Buick Modell 6A war ein zweisitziger Roadster, der im Modelljahr 1909 von Buick in den USA als Nachfolger des Modells 5 und Spitzenmodell mit großem Vierzylindermotor gebaut wurde.
Die Wagen basierten auf dem Vorjahresmodell und waren mit Vierzylinder-T-Kopf- Reihenmotoren ausgestattet, die bei einem Hubraum von 5.506 cm³ eine Leistung von 40 bhp (29 kW) entwickelten. Der Radstand der mit einem Kettenantrieb, Frontmotor und Hinterradantrieb versehenen Roadster wurde gegenüber dem Vorgängermodell auf 2870 mm verlängert. Die Fahrzeuge hatten Stirnradgetriebe mit 3 Vorwärtsgängen.
Nur 6 Exemplare wurden gebaut. Im Folgejahr nahm mit dem Modell 7 wieder ein Tourer den Platz des Spitzenmodells ein.

## Quelle
Kimes, Beverly R. & Clark, Henry A. jun.: Standard Catalog of American Cars 1805–1942, Krause Publications, Iola (1985), ISBN 0-87341-045-9, S. 155–156
Im Zeitraum von 1942 bis 1946 gab es aufgrund des Zweiten Weltkrieges nur eine eingeschränkte zivile Fahrzeugproduktion.